# Erwin Ballabio
Erwin Ballabio (Bettlach, 20 ottobre 1918 – Grenchen, 4 marzo 2008) è stato un calciatore e allenatore di calcio svizzero, di ruolo portiere.